# Katlabuh
Katlabuh  (ukrainisch Катлабуг, rumänisch Șichirlichtai) ist eine Siedlung städtischen Typs in der südlichen Ukraine. Sie liegt im Norden des Rajons Ismajil am Nordende des Katlabuchsees.

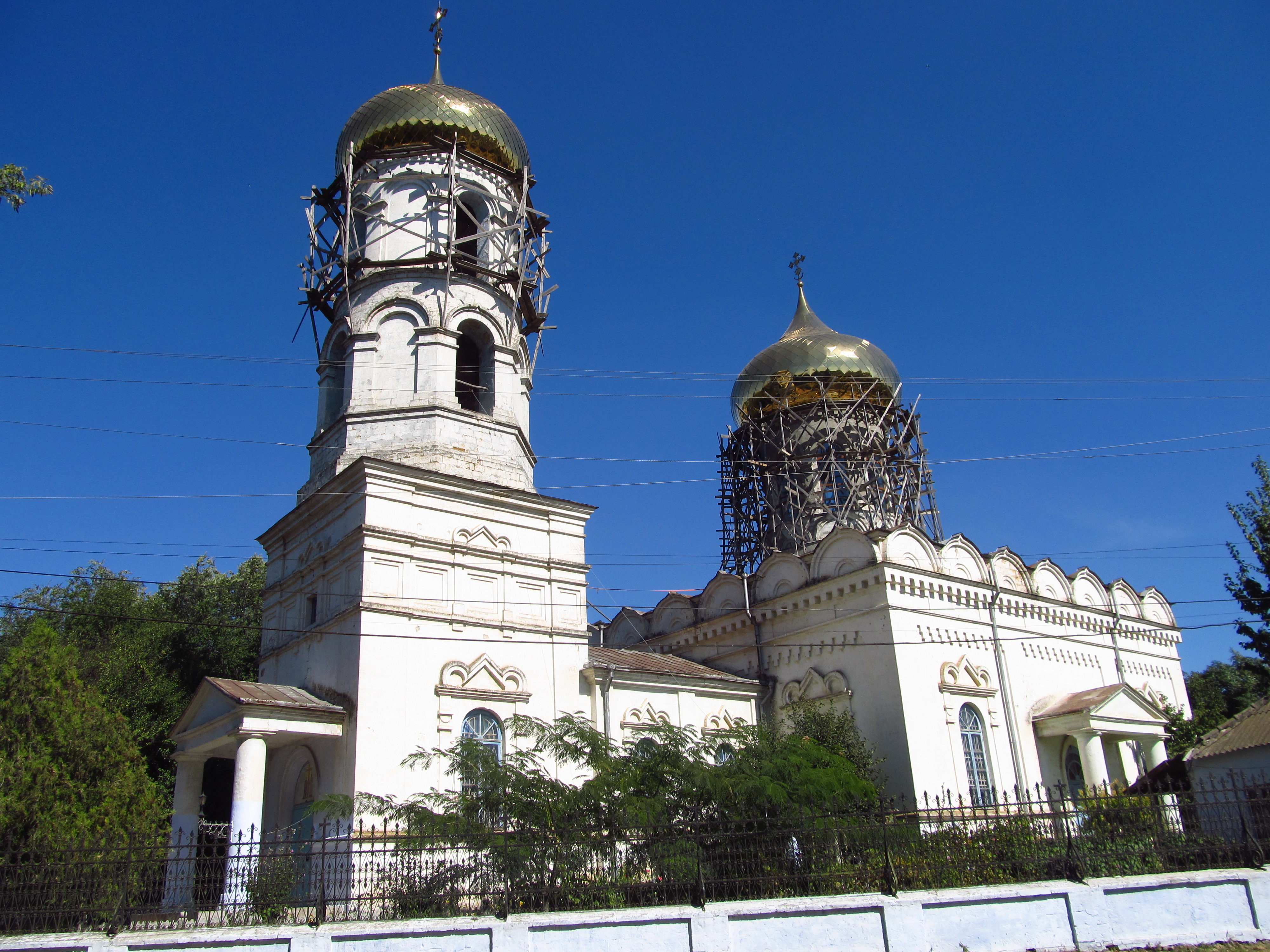
Kirche im Ort

Der Ort wurde im Zuge der Neubesiedlung des Gebiets durch Bulgaren um 1815 gegründet und lag mit einer Unterbrechung von 1856 bis 1878, als es zum Fürstentum Moldau gehörte, bis 1918 als „Szykerlyk-Kitaj“ im Russischen Reich, kam dann zu Großrumänien, wo es mit einer Unterbrechung zwischen 1940 und 1941 bis 1944 im Kreis Ismail lag. Seit 1940/1944 ist es ein Teil der Ukrainischen SSR beziehungsweise seit 1991 ein Teil der heutigen Ukraine und wurde nach dem Ende des Zweiten Weltkrieges zu Ehren des russischen Generals Alexander Wassiljewitsch Suworow in Suworowe umbenannt.

## Verwaltungsgliederung
Am 12. Juni 2020 wurde die Siedlung zum Zentrum der neugegründeten Siedlungsgemeinde Suworowe (Суворовська селищна громада/Suworowska selyschtschna hromada), zu dieser zählen auch noch die 5 in der untenstehenden Tabelle aufgelistetenen Dörfer sowie die Ansiedlung Dsynilor, bis dahin bildete sie die gleichnamige Siedlungsratsgemeinde Suworowe (Суворовська селищна рада/Suworowska selyschtschna rada) im Norden des Rajons Ismajil.
Folgende Orte sind neben dem Hauptort Suworowe Teil der Gemeinde:
| Name                     | Name          | Name                             | Name             |
| ukrainisch transkribiert | ukrainisch    | russisch                         | rumänisch        |
| ------------------------ | ------------- | -------------------------------- | ---------------- |
| Dsynilor                 | Дзинілор      | Дзинилор (Dsinilor)              | Zenelor          |
| Kyrnytschky              | Кирнички      | Кирнички (Kirnitschki)           | Fântâna-Cânelor  |
| Nowa Pokrowka            | Нова Покровка | Новая Покровка (Nowaja Pokrowka) | Pocrovca-Nouă    |
| Ostriwne                 | Острівне      | Островное (Ostrownoje)           | Cotul-Chitaiului |
| Pryoserne                | Приозерне     | Приозерное (Priosernoje)         | Cemașir          |
| Stari Trojany            | Старі Трояни  | Старые Трояны (Staryje Trojany)  | Traian Veche     |